# John Conroy
John Conroy   (Nagpur, 27 de novembre de 1928 - Liverpool, 9 de novembre de 1985) va ser un jugador d'hoquei sobre herba britànic, guanyador d'una medalla olímpica.
El 1952 va prendre part en els Jocs Olímpics de Hèlsinki, on guanyà la medalla de bronze en la competició d'hoquei sobre herba. Quatre anys més tard, als Jocs de Melbourne, fou quart en la mateixa  competició. Va ser el primer angloindi a jugar amb Anglaterra, amb qui jugà 32 partits entre 1952 i 1960. Amb la selecció britànica jugà 23 partits. A nivell de clubs jugà al Mid-Surrey i Lytham St. Anne’s.